# درگیری (فیلم ۲۰۱۶)
درگیری (عربی: اشتباك) یک فیلم به کارگردانی محمد دیاب است که در سال ۲۰۱۶ منتشر شد. از بازیگران آن می‌توان به نیللی کریم اشاره کرد. این فیلم منتخب چند جشنواره از قبیل جشنواره فیلم کرالا، جشنواره فیلم کن ۲۰۱۶ و چند جشنواره‌ی دیگر بوده‌است.

## داستان
داستان این فیلم در زمان آشوب های پس از برکناری محمد مُرسی رئیس جمهور مصر جریان دارد و ماجرای تعدادی از بازداشت شدگان سیاسی و اجتماعی را دنبال میکند که ماموران فکر می‌کنند، آنها عضو اخوان‌المسلمین هستند و به همین دلیل، آنها را پشت یک کامیون ۸ متری پلیس زندانی می‌کنند.